# Савйон
Савйон (івр. סביון) — це місцева рада в Ізраїлі, що розташована в Центральному окрузі Ізраїлю.
Савйон вважається одним з найдорожчих місць в Ізраїлі. Більшість будівель в місцевості приватні будинки і займають перше місце в соціально-економічному індексі (10 з 10, поряд з Кфар-Шмар'ягу і Омер). У центрі поселення лежить річка Оно, що є однією з приток річки Ягуд.
Розташований приблизно в 10 км на схід від центру Тель-Авіва, на прибережній рівнині, на висоті 57 м над рівнем моря. Площа ради становить 3,746 км.